# Brugmansia pittieri
Brugmansia pittieri är en potatisväxtart som beskrevs av William Edwin Safford och som fick sitt nu gällande namn av Harold Norman Moldenke. Arten ingår i släktet änglatrumpeter och familjen potatisväxter. Inga underarter finns listade i Catalogue of Life.
Gul änglatrumpet har ibland ansett vara en synonym till Brugmansia pittieri.